# Układ GUGIK 1980

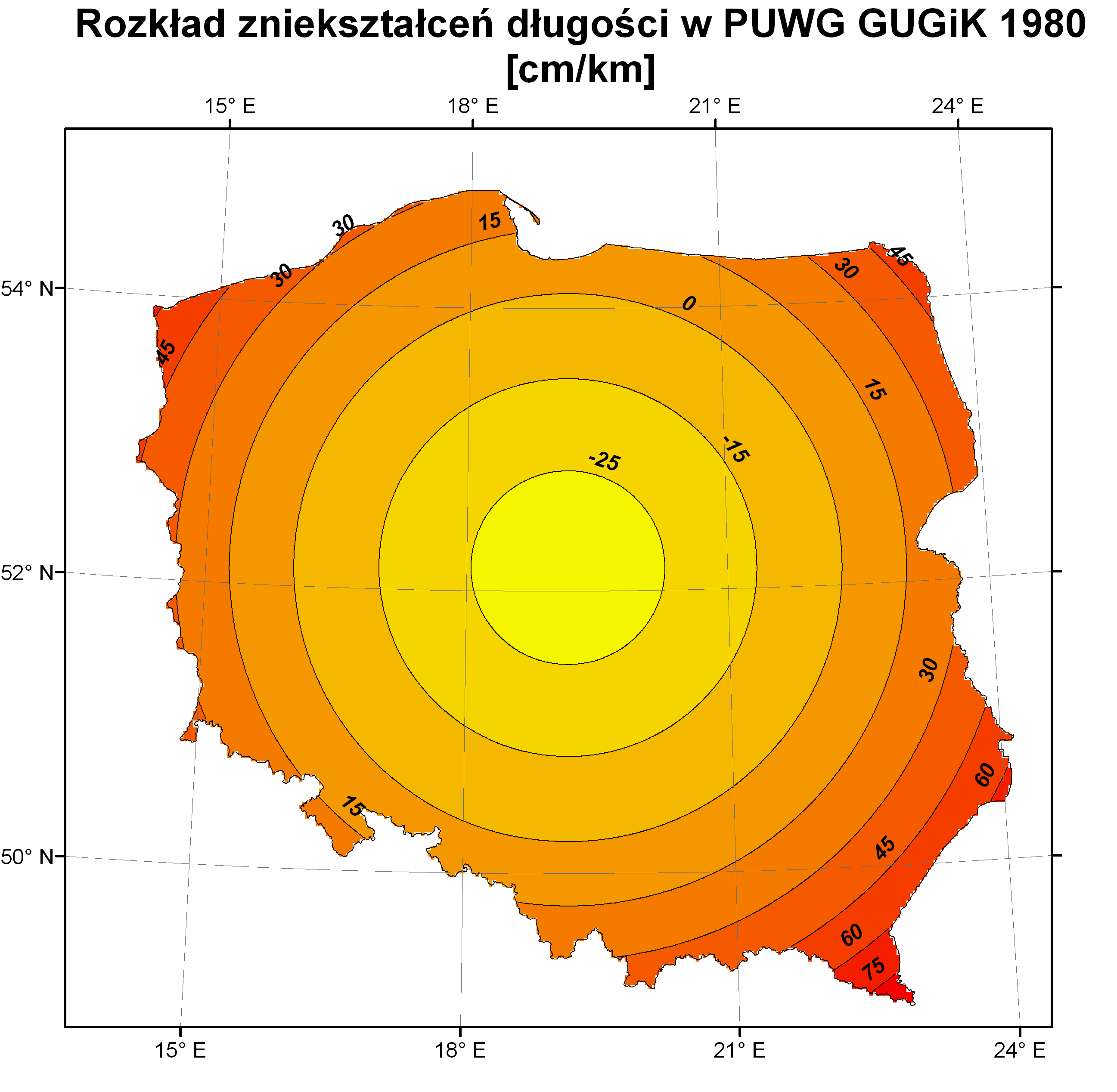
Zniekształcenia długości w układzie GUGiK 1980

Układ GUGIK 1980 – układ współrzędnych płaskich prostokątnych oparty na odwzorowaniu quasi-stereograficznym powierzchni elipsoidy Krassowskiego. Układ jest jednolity dla całego kraju.
Punkt główny (przyłożenia układu) ma współrzędne 52°10′N, 19°10′E na elipsoidzie Krassowskiego, dla których wartości w układzie GUGIK 1980 wynoszą:
- X0 = 50 0000 m,
- Y0 = 50 0000 m,

a skala długości wynosi na tym punkcie 0,9997143.
Zniekształcenia układu wynoszą od –29 cm/km w punkcie głównym i rosną do +90 cm/km u źródeł Sanu. Układ stanowił podstawę do sporządzania map w skalach 1:100 000 i mniejszych. Układ ten znalazł zastosowanie w praktyce jedynie przy opracowaniu wydawanej w latach 1980–1984 topograficznej mapy Polski w skali 1:100 000.
Obecnie (na mocy Rozporządzenia Rady Ministrów z dnia 8 sierpnia 2000) jedynym, obowiązującym układem współrzędnych dla opracowań małoskalowych (1:10 000 i mniejszych) jest PUWG 1992, który zastąpił układ GUGIK 1980. Układ 1992 oraz układ współrzędnych 2000 (dla opracowań wielkoskalowych, 1:5000 i większych) stanowi część państwowego systemu odniesień przestrzennych.
Elementarna skala długości obliczana jest ze wzoru:
{\displaystyle m=0{,}9997143+61{,}37\cdot 10^{-10}[(X_{km}-500)^{2}+(Y_{km}-500)^{2}].}
| Kod EPSG | 3328 |